# 마이클 제프리
마이클 제프리(영어: Philip Michael Jeffery, 1937년 12월 12일 ~ 2020년 12월 18일)는 오스트레일리아의 정치인이다. 2003년 8월 11일부터 2008년 9월 5일까지 제24대 오스트레일리아의 총독을 역임했다.